# Ascalaphus aethiopicus
Ascalaphus aethiopicus is een insect uit de familie van de vlinderhaften (Ascalaphidae), die tot de orde netvleugeligen (Neuroptera) behoort. 
Ascalaphus aethiopicus is voor het eerst wetenschappelijk beschreven door Kimmins in 1949.